# Grabarka (dopływ Zielawy)
Grabarka – struga, prawy dopływ Zielawy, o długości 25,73 km. Wypływa we wsi Kalichowszczyzna i płynie w kierunku północno-zachodnim. Przepływa przez tereny niezabudowane.